# Koning Fahd-moskee (Banjul)
De Koning Fahd-moskee is de grootste moskee in Banjul, de hoofdstad van de West-Afrikaanse staat Gambia.
De moskee bevindt zich aan Box Bar Road (andere naam Wallace Cole Road) nabij Arch 22. Het werd gebouwd met financiële hulp van Saoedi-Arabië en werd ingehuldigd in februari 1988. 
De Koning Fahd-moskee wordt beschouwd als de architecturale specialiteit van Banjul; vanwege zijn oriëntatie op het oosten (qibla) lijkt hij voor de westerse kijker enigszins misplaatst. De functionele en moderne architectuur wordt losgemaakt door traditionele stijlelementen. De ingang is omzoomd met open bogen en de twee minaretten zijn achthoekig. De moskee biedt ruimte aan zo’n 6.000 mensen om samen te bidden.